# Río Mamoré
El río Mamoré es un río amazónico boliviano-brasileño, aunque la mayor parte de su recorrido lo hace en territorio boliviano, siendo este el más importante del país. El Mamoré pertenece a la cuenca del Amazonas. En su zona boliviana/brasileña se encuentra la Isla Suárez, en disputa entre estos países.

## Toponimia
Mamoré es el nombre de los nativos del alto Amazonas, del grupo Tupí, que dieron el nombre al río que fluye a través de los territorios de Bolivia y Brasil.

## Hidrografía

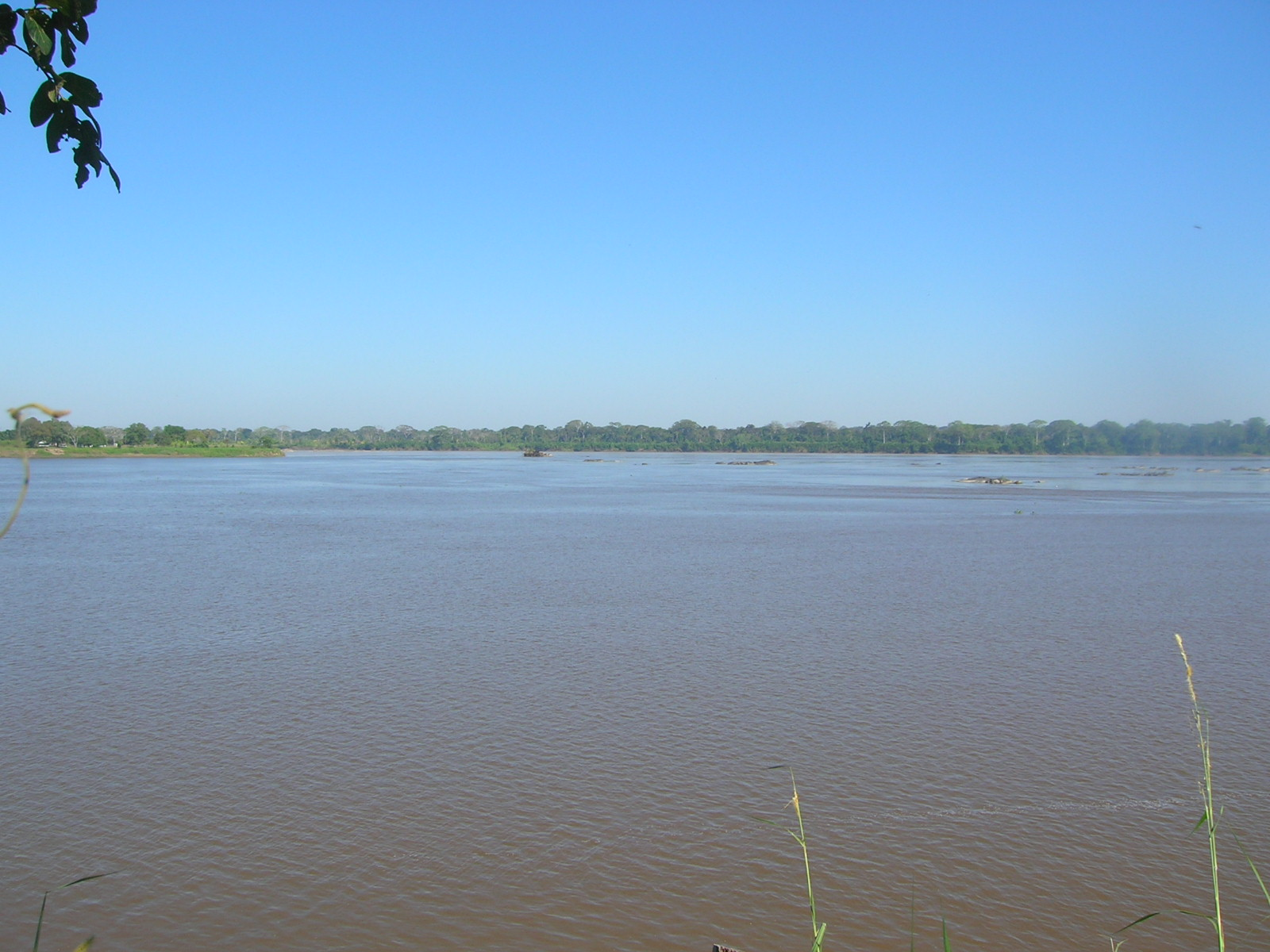
Encuentro de los ríos Mamoré y Beni visto desde Brasil

Nace de las confluencias de los ríos Chapare y Mamorecillo en las coordenadas 15°56′34″S 64°45′19″O / -15.94278, -64.75528 entre los departamentos de Santa Cruz y Cochabamba, a 24 kilómetros al sur de la desembocadura de uno de sus grandes afluentes el río Grande, el río discurre en dirección norte en todo su recorrido, aunque en algunas zonas discurre en dirección noroeste y noreste.
Es un río meándrico ya que tiene infinidad de meandros abandonados en todo su recorrido, el río Mamoré tiene una cuenca de 241 660 km² recibiendo infinidad de afluentes de todo el territorio boliviano principalmente. Sus principales afluentes son el Iténez o Guaporé que desemboca en este en las coordenadas 11°56′7″S 65°1′35″O / -11.93528, -65.02639 y es desde este punto que pasa a ser un río internacional al ser frontera natural de 265 kilómetros entre los dos países hasta confluir con el río Beni en las coordenadas 10°23′15″S 65°23′30″O / -10.38750, -65.39167 para así formar el río Madeira uno de los principales afluentes del río Amazonas. Otros afluentes importes son el Grande o Guapay, Yata, Isiboro entre otros.

## Longitud
El río Mamoré tiene una longitud real de 1319 kilómetros desde su nacimiento hasta la confluencia con el río Beni, pero al ser un río meándrico se le suma otros 681 kilómetros hasta su hacer un total de 2000 kilómetros que es lo que aparece en todos los datos relacionados con la longitud de este.
Longitud recorrida por país:
- Bolivia - 1054 km
- Bolivia /  Brasil - 265 km

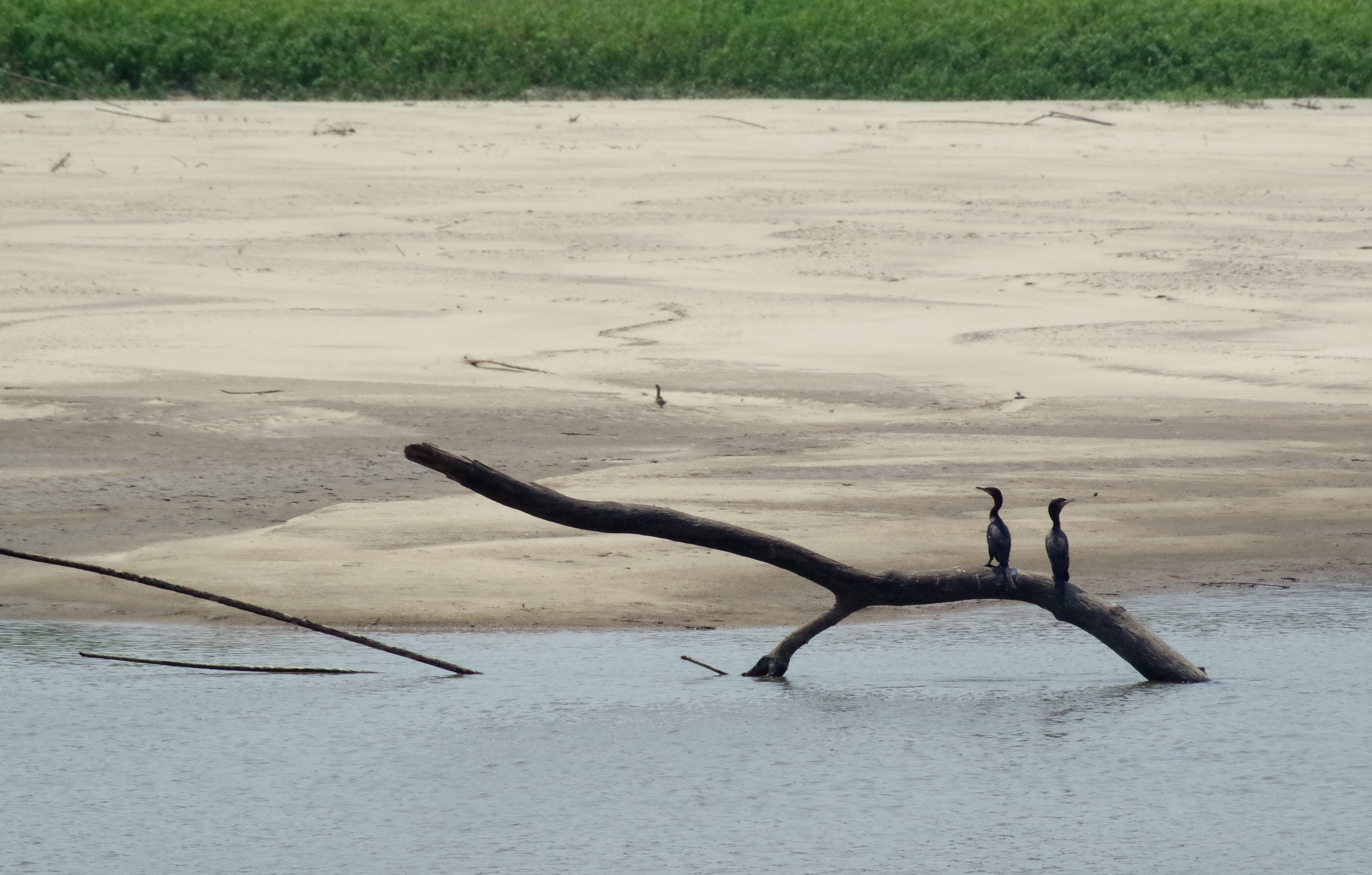
Vista de la fauna en el Río Mamoré en Bolivia.

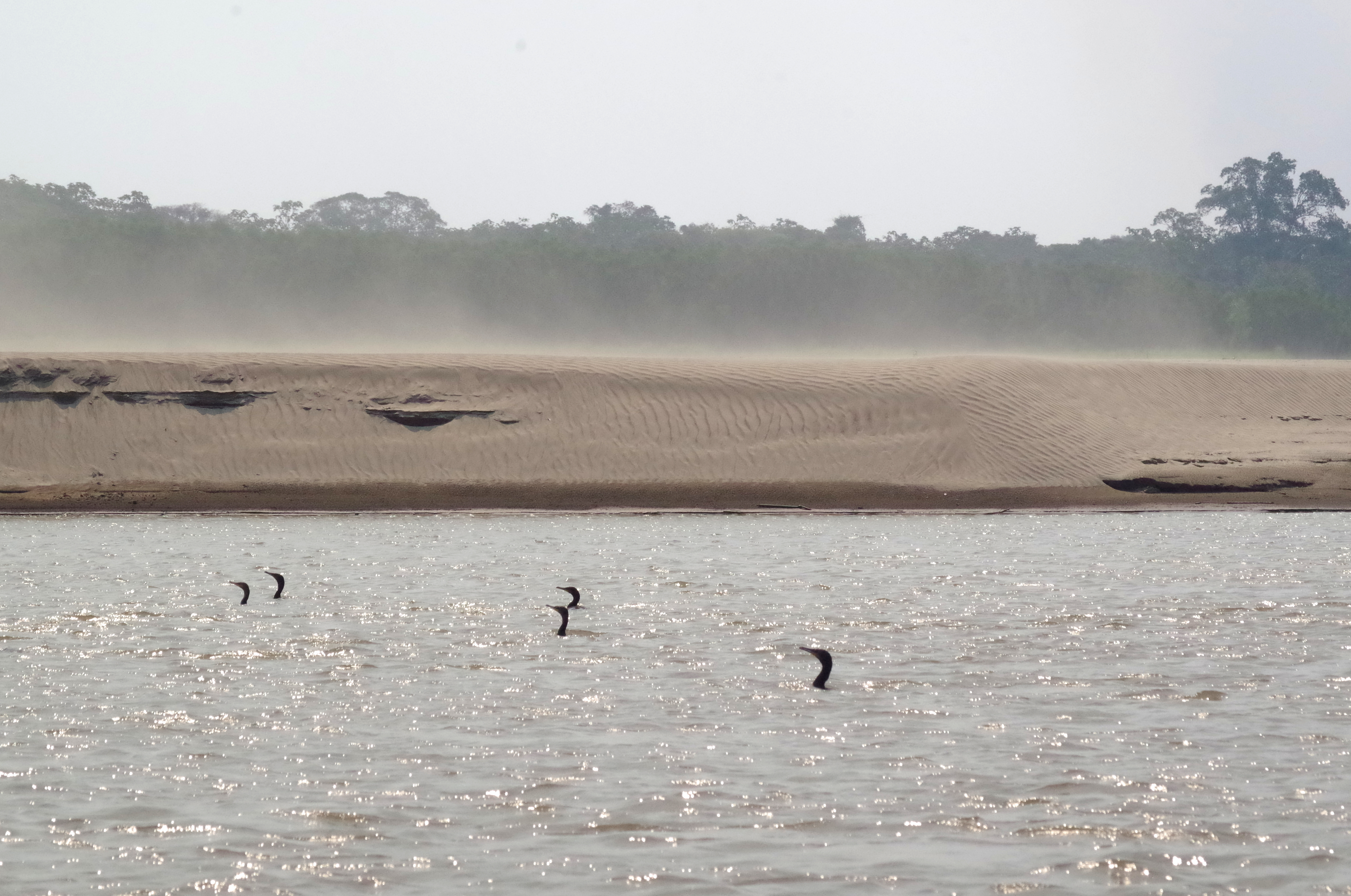
Vista de la orilla del río en el lado boliviano.

Es la principal vía de navegación de Bolivia ya que desde el Puerto Villarroel (Río Ichilo) hasta Guayaramerín unos 1507 kilómetros son navegables todo el año.

## Islas
En su recorrido forma muchas islas la más importante de ellas llamada Isla Suárez, disputada entre los dos países.
Principales Islas del río Mamoré
| Isla/Islote      | Superficie de la Isla km² | Coordenadas                                  |
| ---------------- | ------------------------- | -------------------------------------------- |
| Bolivia          |                           |                                              |
| Sin nombre       | 0.32                      | 15°53′49″S 64°43′38″O / -15.89694, -64.72722 |
| Sin nombre       | 0.49                      | 14°48′02″S 65°02′27″O / -14.80056, -65.04083 |
| Sin nombre       | 0.94                      | 11°54′03″S 65°01′14″O / -11.90083, -65.02056 |
| Bolivia / Brasil |                           |                                              |
| Sin nombre       | 2.32                      | 11°38′36″S 65°13′17″O / -11.64333, -65.22139 |
| Sin nombre       | 0.91                      | 11°22′34″S 65°20′08″O / -11.37611, -65.33556 |
| Sin nombre       | 0.17                      | 10°56′03″S 65°16′28″O / -10.93417, -65.27444 |
| Sin nombre       | 1.95                      | 10°55′36″S 65°16′40″O / -10.92667, -65.27778 |
| Sin nombre       | 0.46                      | 10°48′45″S 65°19′38″O / -10.81250, -65.32722 |
| Sin nombre       | 0.10                      | 10°48′04″S 65°20′37″O / -10.80111, -65.34361 |
| Isla Suárez      | 2.58                      | 10°47′34″S 65°21′37″O / -10.79278, -65.36028 |
| Sin nombre       | 0.73                      | 10°37′25″S 65°24′38″O / -10.62361, -65.41056 |

## Lagunas
El río Mamoré donde va formando lagunas en todo su recorrido producto de meandros abandonados, entre las más importantes esta la laguna Mercedes de 10,6 km²